# Erantemum
Erantemum (lat. Eranthemum), biljni rod iz porodice primogovki smješten u podtribus Erantheminae, dio tribusa Ruellieae, potporodica Acanthoideae. Sastoji se od 22 ili 23 vrste rasprostranjene u tropskoj i suptropskoj Aziji od Indije i Šri Lanke prema istoku do Kine i Malih sundskih otoka.. Opisan je u Species Plantarum 1: 9. 1753. 

## Opis
Grmovi ili višegodišnje uspravne biljke s cistolitima. Lišće peteljkasti; rub lisne plojke cjelovit ili nazubljen. Cvatovi vršni ili rijetko aksilarni, klasovi, mlohavi, ponekad nekoliko u obliku metlice; brakteje ponekad obojene, podlisne, velike; brakteole male, uske. Čaška 5-režnjevita; režnjevi uski, podjednaki. vjenčić podplitićast (subsalverform); cijev bazalno cilindrična, duga, vitka, grlo ponekad neupadljivo; obrub (limb) 5-režnjevit; režnjevi objajasti, podjednaki, u pupoljku zgrčeni. Prašnici 2, umetnuti ispod grla; prašnici 2-tekusni; teke paralelne; staminodi 2, klavatni ili filiformni. Jajnik s 2 ovula po lokuli; stil filiforman, goli ili dlakavi; stigma 2-režnjevita, režnjevi nejednaki. Čahura s čvrstom peteljkom pri dnu, klavasta, 4-sjemena; prisutna retinakula. Sjemenke diskaste, stisnute, dlakave s higroskopnim trihomima.

## Vrste
1. Eranthemum austrosinense H.S.Lo
2. Eranthemum burmanicum N.P.Balakr.
3. Eranthemum capense L.
4. Eranthemum ciliatum (Craib) Benoist
5. Eranthemum decumbens Kladwong & Chantar.
6. Eranthemum erythrochilum J.R.I.Wood
7. Eranthemum griffithii (T.Anderson) Bremek. & Nann.-Bremek.
8. Eranthemum macrophyllum Wall. ex Nees
9. Eranthemum macrostachyum (T.Anderson) N.P.Balakr.
10. Eranthemum obovatum Imlay
11. Eranthemum pubescens Roth
12. Eranthemum pulchellum Andrews
13. Eranthemum purpurascens Wight ex Nees
14. Eranthemum roseum (Vahl) R.Br. ex Roem. & Schult.
15. Eranthemum splendens (T.Anderson) Bremek. & Nann.-Bremek.
16. Eranthemum strictum Colebr. ex Roxb.
17. Eranthemum suffruticosum Roxb.
18. Eranthemum sumatranum Bremek. & Nann.-Bremek.
19. Eranthemum tetragonum Wall. ex Nees
20. Eranthemum tubiflorum (T.Anderson) Radlk. ex Lindau
21. Eranthemum viscidum Blume
22. Eranthemum wardii (W.W.Sm.) N.P.Balakr.
23. Eranthemum wattii (Bedd.) Stapf